# Provincia de Chagang
Chagang (Chagang-do) es una provincia norcoreana. La provincia fue formada en 1949 cuando fue separada de Pyongan del Norte. Su capital es Kanggye.

## Geografía
La provincia de Chagamg está localizada en la parte noroeste de Corea del Norte. Limita por el norte con China, por el oriente con las provincias de Ryanggang y Hamgyong del Sur, por el oeste con la provincia de Pyongan del Norte y por el sur con la provincia de Pyongan del Sur. Es la provincia más montañosa del país, teniendo un 98 % de su territorio en terreno montañoso.
La provincia tiene un clima diferente al de la península coreana, muy influenciado por el continente asiatico, con rápidos incrementos de temperatura en primavera y descensos muy fuertes de esta en otoño.
En la provincia también existen abundantes ríos y yacimientos de muchos minerales como plomo, zinc, oro, molibdeno, cobre, tungsteno, grafito, hierro, siendo la región una de las principales fuentes de recursos para el país.

## Divisiones administrativas
Chagang está dividida en 3 ciudades y en 15 condados.

### Ciudades
- Kanggye-si (강계시; 江界市)
- Huich'on-si (희천시; 熙川市)
- Manp'o-si (만포시; 滿浦市)

### Condados
- Changgang-gun (장강군; 長江郡)
- Chasong-gun (자성군; 慈城郡)
- Chonchon-gun (전천군; 前川郡)
- Chosan-gun (초산군; 楚山郡)
- Chunggang-gun (중강군; 中江郡)
- Hwapyong-gun (화평군; 和坪郡)
- Kopung-gun (고풍군; 古豐郡)
- Rangrim-gun (랑림군; 狼林郡)
- Ryongrim-gun (룡림군; 龍林郡)
- Sijung-gun (시중군; 時中郡)
- Songgan-gun (성간군; 城干郡)
- Songwon-gun (송원군; 松原郡)
- Usi-gun (우시군; 雩時郡)
- Wiwon-gun (위원군; 渭原郡)
- Tongsin-gun (동신군; 東新郡)

- Datos: Q272406
- Multimedia: Chagang-do / Q272406